# Dan Castellaneta
Daniel Louis Castellaneta (Chicago, Illinois; 29 de octubre de 1957) es un actor, comediante y escritor estadounidense. Es conocido por ser la voz en inglés de Homer Simpson, Krusty el payaso, el jardinero Willie y otros personajes populares de la serie de animación de FOX Los Simpson.

## Primeros años y educación
Castellaneta nació en Chicago, Illinois, y cursó sus estudios en la Escuela Secundaria Oak Park y River Forest, y en la Universidad Northern Illinois. Creció en el sureste de Oak Park en un hogar modesto ubicado en Humphrey Avenue. Mientras cursó sus estudios secundarios, fue parte del equipo de Dick Trout, quien diría, "Dan era gracioso pero jugaba como una niña". Después de la graduación, trabajó en el programa The Second City, lo cual más tarde describió como "un lugar que si no eres bueno, te transforma en un buen comediante. Si ya eras bueno, te mejora aún más".

## Carrera

### Los Simpson
En Los Simpson, Castellaneta hace las voces de Homer Simpson,  Abraham "Abuelo" Simpson, Barney Gumble, Krusty el payaso, Willie, el alcalde Joe Quimby, Hans Moleman, Sideshow Mel, Itchy, Kodos, Arnie Pie, Scott Christian, Squeaky Voiced Teen y otros personajes. Por su trabajo en la serie, ha ganado tres premios Primetime Emmy por "Mejor actuación de voz". También escribió episodios para la serie con su esposa, Deb Lacusta, y apareció como sí mismo en los episodios I am Furious Yellow, Homer Simpson, This Is Your Wife y He Loves to Fly and He D'oh's.
Apareció como estrella invitada en la serie estadounidense L.A. Law, en un episodio en el que era despedido por tener comportamiento inadecuado en su trabajo (el cual es estar disfrazado de Homer Simpson en un parque temático de California). El episodio fue emitido en 1992. 
Hasta 1998, Castellaneta recibía 30 000 dólares por episodio. Castellaneta y los otros cinco actores de voz principales de Los Simpson estuvieron involucrados en una disputa por los salarios, en la cual Fox intentó reemplazarlos por nuevos actores. Incluso, llegaron a hacer audiencias para conseguir a las nuevas voces. Sin embargo, el problema se resolvió pronto y desde 1998 hasta 2004, recibieron 125.000 dólares por episodio. En 2004, los actores de voz intencionalmente faltaron a varias sesiones de grabación, demandando un sueldo de 360.000 dólares por episodio. La huelga terminó un mes después y el salario de Castellaneta fue incrementado a 250.000 dólares por episodio. Otra negociación en 2008 logró un sueldo de 400.000 dólares por episodio. También, Castellaneta comenzó a trabajar como productor en la serie.

### Otros trabajos
Dan interpretó al Abuelo y al camionero mentalmente inestable conocido como "The Jolly-Olly Man" (entre otros) en la serie de Nickelodeon Hey Arnold!, a Jonathan en All Grown Up! (además de en Rugrats), a varios personajes de The Cat in the Hat, y a "El Diablo Robot" en Futurama. En 1999 interpretó a Nordom the anti-Modron en el juego de ordenador Planescape: Torment.
Castellaneta hizo la voz del personaje principal en la serie de animación Earthworm Jim y fue el narrador de la película Super Mario Bros. En 2005, apareció en la serie Arrested Development como el Dr. Stein, un médico incompetente que diagnostica erróneamente al personaje de Jason Bateman (dejando sus herramientas dentro de su cuerpo luego de operarlo, haciéndolo exclamar "D'oh!") y en la película The War of the Roses, en la que pide el divorcio al principio de la película. También apareció en episodios de Frasier, Friends, Reno 911!, Scrubs, Married... with Children (en el episodio "The Dance Show", Castellaneta interpreta a la pareja de un hombre atractivo con el que Peg bailaba todas las noches y termina cocinando con Al), Yes, Dear, Reba, Everybody Loves Raymond, ALF, That '70s Show, y Stargate SG-1. 
Prestó su voz en 2006 en el especial The Jimmy Timmy Power Hour haciendo que Goddarg hable por primera vez con su voz de Decimator.
El 22 de febrero de 2000 fue publicado su primer álbum musical, Two Lips. El 23 de abril de 2002 salió a la venta su primer CD de comedia, I Am Not Homer, en el cual él y su esposa hacen sketchs cómicos. Ambos CD fueron producidos por Oglio Records. I Am Not Homer es una parodia de la primera autobiografía de Leonard Nimoy, I Am Not Spock. 
Castellaneta interpretó a Aaron Spelling en la película de NBC de 2004 Behind the Camera: The Unauthorized Story of Charlie's Angels, la cual contaba la historia real de como Spelling había creado el programa. Castellaneta grabó también la voz de Megavolt en Darkwing Duck, al genio en la secuela de Aladdín El regreso de Jafar y en la serie de TV también llamada Aladdin. También personificó al Dr. Zibaldo en el episodio de Talespin "The Incredible Shrinking Molly". 
A principios de los 1980s, Castellaneta tuvo una breve aparición como el detective Farblonget, un investigador privado, en el programa para niños Beyond the Magic Door. 
Castellaneta fue la estrella invitada como Joe Spencer en el episodio de Stargate SG-1 "Citizen Joe". Esta fue una conexión indirecta y humorística entre Los Simpson y Stargate, ya que Castellaneta interpreta a Homer en Los Simpson, el programa favorito del personaje principal de Stargate, Jack O'Neill. Homer es aparentemente muy importante para Jack (en el episodio "Beneath the Surface" se borra la memoria de O'Neill pero aún logra recordar a un hombre calvo con una camisa de mangas cortas, el cual resulta ser Homer). La conexión es más profunda debido al hecho de que Dan, junto con su esposa, escribieron el episodio de Los Simpson "Kiss Kiss, Bang Bangalore", cuya estrella invitada fue Richard Dean Anderson, el actor que interpreta a O'Neill en Stargate y a Angus MacGyver en MacGyver.
Castellaneta tuvo un cameo en un episodio de la tercera temporada de Veronica Mars como un profesor de sociología, dirigiendo un experimiento con Logan y Wallace. 
Castellaneta tuvo también un papel en el drama de Will Smith En busca de la felicidad, interpretando a un empleado de la empresa Dean Witter Reynolds llamado Alan Frakesh. Castellaneta también hace la voz del villano de Batman Arnold Wesker / Ventrílocuo y Cara Cortada, en la serie animada The Batman. 
En 2007 apareció en The Bicycle Men en The King's Head Theatre en Londres.

## Vida personal
Dan está casado con la guionista Deb Lacusta y vive en Los Ángeles, en donde ocasionalmente se reúne con sus compañeros de The Second City. Es vegetariano y no consume bebidas alcohólicas.
Su madre es Elsy Castellaneta, la cual recibió un homenaje en un capítulo de la serie Los Simpson.

## Récord
Castellaneta posee el récord de ser el actor (masculino) que ha interpretado el mismo personaje ininterrumpidamente durante más tiempo, seguido por Kelsey Grammer (veinte años) y el protagonista de Gunsmoke, con otros veinte. Dan ha sido Homer Simpson desde 1987, en los cortos de Tracey Ullman precursores de la serie de televisión, y ha seguido interpretando al inepto pero entrañable inspector de seguridad nuclear durante los treinta y cuatro años que la serie lleva en antena, además de interpretarlo en la  película derivada de la serie, haciendo un total de treinta y cinco años de su vida artística siendo Homer Simpson. Castellaneta sigue interpretando al patriarca de la familia Simpson en la actualidad, puesto que la serie continúa en antena. 
Sus compañeras Julie Kavner, Nancy Cartwright y Yeardley Smith, quienes interpretan a Marge, Bart y Lisa respectivamente, comparten este récord con Dan Castellaneta.

## Filmografía

### Películas
- Hey Arnold!: The Jungle Movie (2017)
- Fantastic Four (2015)
- White Weapon (2015)
- Super 8 (2011)
- Futurama: The Beast with a Billion Backs (2008)
- Superhero Movie (2008)
- Los Simpson: la película (2007)
- I Want Someone to Eat Cheese With (2007)
- Hellboy Animated: Iron Shoes (2007)
- Scooby-Doo! Pirates Ahoy! (2006)
- En busca de la felicidad (2006)
- Casper's Scare School (2006)
- I-See-You.Com (2006)
- The Jimmy Timmy Power Hour (2004)
- The Cat in the Hat (2003)
- Kim Possible: The Secret Files (2003)
- Buttleman (2002)
- Hey Arnold!: The Movie (2002)
- Return to Never Land (2002)
- Neil Simon's Laughter On The 23rd Floor (2001)
- Joseph: King of Dreams (2000)
- My Giant (1998)
- Plump Fiction¡¡ (1998)
- Space Jam (1996)
- Love Affair (1994)
- The Client (1994)
- The Return of Jafar (1994)
- Super Mario Bros. (1993)
- Don't Tell Mom the Babysitter's Dead (1991)
- The War of the Roses (1989)
- K-9 (1989)
- The Thing that Ate Everybody (1989)
- Say Anything... (1989)
- Nothing in Common (1986)

### Televisión
- The Office (2012) - Sr. Ramish (Temporada 8 Episodio 23 - Turf War)
- How I Met Your Mother (2009) - Milt el "sin techo".
- Castle (2009) - Juez Markway.
- Desperate Housewives  (serie de TV) (2009) - Como piloto (temporada 6, capítulo 10)
- Reno 911! (2008) - Como el encargado de remover cadáveres de animales
- Monk (2008) - Como el propietario de una tienda de empeños, en el episodio Mr. Monk Goes to the Bank
- La Familia Salvaje (2004) - Señor Horner y la voz de Franklin, en el episodio "Liberad a Lily"
- Friends (1996) - El guardia del zoológico en "The One After the Superbowl, Parte Uno"
- The Spooktacular New Adventures of Casper (1996-1998) - Dr. Harvey
- Aladdín (1994-1996) - Genio
- Earthworm Jim (1994) - Earthworm Jim
- Back to the Future (serie animada) (1991-1993) - Doctor Emmett L. Brown
- Pato Darkwing (1991) - Megavolt
- Rugrats (1991 - 2003) - Jonathan
- Taz-Mania (1991) - Mr. Thickley
- Fievel's American Tails (1991) - Chula la Tarántula
- Dynamo Duck (1990) - Narrador
- TaleSpin (1990)
- Tom & Jerry Kids (1990-1995) - Tom
- Eek! the Cat (1997) Mittens
- Married... With Children (1990 y 1992) - Varios personajes
- Los Simpson (1989-presente) - Homer Simpson
- The Tracey Ullman Show (1987-1990)
- Beyond the Magic Door (circa 1983) - Detective Farblonget
- Yes, Dear - Walt
- Futurama (varios episodios entre 1999 y 2003) ('Beelzebot')
- The Tick - Varios personajes

### Otros
- Lego Dimensions (2015) (Videojuego) - Homer Simpson
- The Simpsons Game (2007) (Videojuego) - Homer Simpson
- Kingdom Hearts II (2006) (Videojuego) - Genio
- Kingdom Hearts: Chain of Memories (2004) (Videojuego) - Genio
- The Simpsons: Hit & Run (2003) (videojuego) - Homer Simpson
- I Am Not Homer (2003) (CD de comedia)
- Kingdom Hearts (2002) (Videojuego) - Genio
- Two Lips (2000) (CD Beatles sátira/homenaje)
- Planescape: Torment (1999) (Videojuego) - Nordom
- Earthworm Jim 3D (1999) (Videojuego) - Earthworm Jim
- Driver (1998) (Videojuego) - Voz grabada en la máquina contestadora de los Tanner.
- ClayFighter 63 1/3 (1997) (Videojuego) - Earthworm Jim
- Toonstruck (1996) (Videojuego) - Flux Wildly
- American Splendor (Adaptación al teatro) - Harvey Pekar
- Los Simpson: Los cortos de Tracey Ullman (1987 - 1989) (Cortometrajes) - Homer Simpson.